# بني سعد (صعدة)
بني سعد هي إحدى قرى الجمهورية اليمنية. تتبع جغرافيا لمحافظة صعدة و إداريًا لمديرية الظاهر. يبلغ تعداد سكانها 1685 نسمة حسب الإحصاء الذي أجري عام 2004.